# 搠思监
搠思监（藏語：ཆོས་ཀྱི་，威利转写：chos-rje，Čosgen意为「法」，？—1364年），元朝末年大臣。蒙古族克烈氏，其祖父也先不花，其父亦怜真。元顺帝时中书右丞相。
少年时的搠思监性情宽厚，沉默寡言，人们都以远大之器期望他。其家世代为官，泰定初年，袭长宿卫，为必阇赤怯薛官。元文宗至顺二年（1331年），任内八府宰相。元顺帝元统初年，授福建宣慰使都元帅。至元三年（1337年）任江浙行省参知政事，掌至京师的漕米海运，当时元朝廷钱粮所用，主要倚重自江南而来的漕运。这年，搠思监被委任全权负责此项事务，他处置果断，措施得力，应运送的300多万石漕米全部按期抵达京师，耗折甚少。至元六年（1340年），迁湖北道肃政廉访使，又改为江浙行省右丞，整顿福建盐法。至正元年（1341年），任山东肃政廉访使、中政使。至正四年（1344年），历任中书参知政事、中书右丞。至正六年（1346年），任御史中丞，翰林学士承旨。至正九年（1349年），任中书右丞。至正十年（1350年），任中书平章政事。至正十一年（1351年），任御史大夫、知枢密院，至正十二年（1352年）以中书平章政事，随丞相脱脱镇压徐州红巾军芝麻李。至正十四年（1354年），统军镇压淮南红巾军。至正十五年（1355年），再为中书平章政事。
至正十六年（1356年），搠思监弹劾左丞相哈麻谋立太子爱猷识理达腊为帝，以顺帝为太上皇。哈麻被处死，顺帝任命搠思监为中书左丞相。至正十七年（1357年）为中书右丞相。至正十八年（1358年），加太保。他收受贿赂，匿报军情，卖官鬻爵，声名狼藉。他用私人印造伪钞，后来又杀人灭口，被监察御史燕赤不花所劾，被解职。至正十九年（1359年），为辽阳行省左丞相，至正二十年（1360年），再为右丞相，与资政院使朴不花互相勾结，使顺帝禅位于皇太子，对四方警报、将臣功奏皆匿而不奏。与拥兵在外的中书平章扩廓帖木儿相结，排斥异己，奋其私仇，诬陷他人，使内臣遭陷，外臣失权。至正二十四年（1364年），中书平章孛罗帖木儿称兵犯阙，必欲除搠思监方休，迫顺帝将其交出。顺帝不得已才逮捕他，搠思监被孛罗帖木儿所杀。

## 延伸阅读
[在维基数据编辑]
 《元史·卷205》，出自宋濂《元史》
 《新元史/卷133》，出自柯劭忞《新元史》

### 引用
1. ↑  山东教育出版社 2008，第6360-6365頁.
2. ↑  四川辞书出版社 1989，第249頁.

### 书目
- 车吉心 (编). . 济南: 山东教育出版社. 2008. ISBN 978-7-5328-5134-8.
- 刘德仁; 杨明; 赵心愚 (编). . 成都: 四川辞书出版社. 1989. ISBN 7-80543-033-0.
- 《元史·卷205》